# Катранкы
Катранкы (кирг. Катыраңкы) — село в Сузакском районе Джалал-Абадской области Кыргызстана. Входит в состав Кыз-Кёльского айылного аймака.

## География
Село расположено в юго-восточной части области, на правом берегу реки Кара-Алма, на расстоянии приблизительно 42 километров (по прямой) к северо-востоку от села Сузак, административного центра района. Абсолютная высота — 1315 метров над уровнем моря.

## Население
Согласно оценочным данным Национального статистического комитета Кыргызской Республики, численность населения села на начало 2023 года составляла 1051 человек.
| год     | 2009 | 2014 | 2015 | 2020 | 2021 | 2023 |
| ------- | ---- | ---- | ---- | ---- | ---- | ---- |
| человек | 833  | 865  | 841  | 907  | 1024 | 1051 |